# Piotr Wiwczarek
Piotr Paweł Wiwczarek, poznat i pod umjetničkim imenom Peter, izvorno Behemoth (Olsztyn, Poljska, 22. listopada 1965.) je poljski glazbenik, gitarist i pjevač poljskog thrash/death metal sastava Vader.

## Životopis

### Rani život
Piotr Paweł Wiwczarek rođen je 22. listopada 1965. godine u Olsztynu, u obitelji katolika. Pohađao je osnovnu školu br. 17 i III Liceum Ogólnokształcące im. Nikole Kopernika u Olsztynu. Diplomirao je na Biološkom fakultetu na Pedagoškom sveučilištu u Olsztynu. Kratko je vrijeme bio i nastavnik biologije. 

### Vader
Godine 1983. Wiwczarek i gitarist Zbigniew Wróblewski osnovali su sastav Vader. Početno je grupa svirala heavy metal s uzorima u sastavima kao što su Accept i Judas Priest. Godine 1986. Wróblewski je napustio sastav zbog promjene glazbenog stila skupine. Izvorno je Wiwczarek bio gitarist, ali od demoalbuma Necrolust također i pjeva.
Godine 1988. Vaderu se pridružio bubnjar Krzysztof "Docent" Raczkowski. Iste godine menadžer je postao Mariusz Kmiołek. Godine 1990. objavljen je treći Vaderov demoalbum Morbid Reich, nakon što je sastav potpisao za diskografsku kuću Earache Records. Godine 1992. objavljen je prvi studijski album sastava The Ultimate Incantation. Trenutno je Vader jedan od najpoznatijih poljskih metal sastava. Peter je glavni skladatelj pjesama i jedini preostali član početnog sastava.

### Osim Vadera
Godine 1988. kao gost pojavio se na festivalu Sthrashydło u Ciechanowu uz skupinu Slashing Death. Dvije godine kasnije kao basist pojavio se na albumu In Pain We Trust skupine Impurity. Godine 2000. producirao je debitanski album death metal sastava Decapitated, Winds of Creation. Godine 2004. osnovao je heavy metal projekt Panzer X. 
Godine 2013. pojavio se kao gost pjevač na poljskog inačici pjesme "40:1" švedskog heavy/power metal sastava Sabaton

## Privatni život
Ime ženu Martu i dvoje dijece. Živio je neko vrijeme u Olsztynu, poslije Gdańsku. Također je veliki ljubitelj i kolekcionar militarije.

## Diskografija
Vader
- Live in Decay (1988.)
- Necrolust (1989.)
- Morbid Reich (1990.)
- The Ultimate Incantation (1992.)
- Sothis (1994.)
- De Profundis (1995.)
- Future of the Past (1996.)
- Black to the Blind (1997.)
- Kingdom (1998.)
- Litany (2000.)
- Reign Forever World (2000.)
- Revelations (2002.)
- Blood (2003.)
- The Beast (2004.)
- The Art of War (2005.)
- Impressions in Blood (2006.)
- Necropolis (2009.)
- Welcome to the Morbid Reich (2011.)
- Tibi et Igni (2014.)
- The Empire (2016.)
- Thy Messenger (2019.)
- Solitude in Madness (2020.)

Panzer X
- Steel Fist (2006.)

Gostavnja
- Slashing Death – Live at Thrash Camp (1988.)
- Impurity – In Pain We Trust (1990.)
- Kingdom of the Lie – About the Rising Star (1993.)
- Misya – Misya (1994.)
- CETI – Shadow of the Angel (2003.)
- Crionics – N.O.I.R. (2010.)
- Crystal Viper – Crimen Excepta (2012.)
- Evil Machine – War in Heaven (2013.)
- Sabaton – 40:1 (2013.)
- The Sixpounder – The Sixpounder (2013.)